# Mullkere, Channarayapatna
Mullkere là một làng thuộc tehsil Channarayapatna, huyện Hassan, bang Karnataka, Ấn Độ.